# L'imbattibile Walzer
(Oliver Walzer)
L'imbattibile Walzer (The Mighty Walzer) è un romanzo di Howard Jacobson del 2009.

## Trama
Oliver Walzer è un ragazzino di origini ebraiche molto timido che vive a Manchester tra due famiglie profondamente diverse: da un lato la famiglia materna, da cui ha preso, caratterizzata dall'essere timidi e impacciati; dall'altra i Walzer, intraprendenti e sfacciati.
Oliver vive chiuso nel suo "guscio" fino a quando il padre, Joel, non scopre in lui il talento del ping-pong. Questi lo porta quindi all'Akiva Social Club, dove farà le sue prime amicizie con altri pongisti come Teho "Twink" Starr, Sheeny Waxman e Aishky Mistofsky. Conoscerà anche Gershom Finkler, ex giocatore professionista che in seguito causerà non pochi guai alla famiglia di Oliver.
Pian piano, il ping-pong aiuterà sempre di più Oliver ad entrare nel mondo sociale tuffandosi nella vita e facendo le prime esperienze. Finché non succedono una serie di eventi tragici: il padre perde il lavoro da autista e deve improvvisarsi venditore, aiutato da Sheeny; Twink deve partire per il servizio militare (sciogliendo così l'Akiva), Aishky perde prima due dita della mano con cui gioca e, dopo aver imparato a giocare con l'altra, le successive due dell'altra mano; Gershom Finkler uscirà con una zia di Oliver per poi spezzarle il cuore tradendola con la stessa sorella, che sposerà; e, ultima ma non meno importante, la nonna di Oliver muore. Il giovane Walzer si trova quindi ad affrontare le crudezze della vita. Riuscirà però a riprendersi e aiuterà il padre nel lavoro, conoscendo la sua futura moglie: Sabine Weinberger, che non amerà mai e considererà sempre un giocattolo. Farà anche la conoscenza di Lorna Peachley, la donna del suo cuore, anch'essa brava al ping-pong, per via della quale in seguito ad un litigio lascerà lo sport. Dopo un breve periodo ad un college di Cambridge, il Golem, Oliver sposa Sabine da cui ha due figli, ma in seguito li abbandonerà spingendo l'ex-moglie tra le braccia di un ultra-ortodosso il quale farà fare ai suoi figli una vita profondamente religiosa, che Oliver non accetterà mai. Questi si trasferirà a Venezia dove lavorerà come guida turistica. Il matrimonio di sua figlia lo spingerà a tornare a Manchester, dove rimarrà per assistere ai campionati di ping-pong e rivedrà dopo quarant'anni i suoi vecchi amici dell'Akiva, Twink e Aishky; e la donna della sua vita, Lorna, che si è sposata con un altro uomo.

## Stile
Lo stile del libro mescola battute e giochi di parole con riflessioni teologiche e sociali, ed è narrato in prima persona; inserendo quindi spesso i pensieri dell'autore e le sensazioni del protagonista, che commenterà a modo suo ogni scena, in un modo contemporaneamente comico e tragico.

## Edizioni
- Howard Jacobson, L'imbattibile Walzer, traduzione di Milena Zemira Ciccimarra, collana Biblioteca di cargo, Cargo, 2009,  p. 448, ISBN 978-88-6005-028-1.